# (27697) 1981 EM45
A (27697) 1981 EM45 a Naprendszer kisbolygóövében található aszteroida. Schelte J. Bus fedezte fel 1981. március 1-jén.